# Gmina Kolan
Gmina Kolan (chorw. Općina Kolan) – gmina w Chorwacji, w żupanii zadarskiej. W 2011 roku liczyła 791 mieszkańców.